# Gene Redd
Clarence „Gene“ Redd (* 1924; † nach 1963) war ein US-amerikanischer Rhythm-&-Blues- und Jazz-Musiker (Trompete, Vibraphon, Arrangement), Bandleader, der als A&R für King Records tätig war. 
Redd arbeitete ab 1945 im Orchester von Cootie Williams, mit dem 1945 erste Aufnahmen entstanden („Juice Head Baby“).
Ab 1950 spielte er bei Earl Bostic Vibraphon und Trompete. 1951 nahm er unter eigenem Namen (Gene Redd and His Orchestra) mehrere Titel für Federal auf; in Redds Band spielten Reuben Phillips, Lucky Thompson, Pete Clarke (Baritonsaxophon), Cliff Smalls, Ike Isaacs und Jimmy Cobb. Außerdem wirkte er bei Aufnahmesessions von Annisteen Allen, Burnie Peacock und LaVern Baker mit. 1953 arbeitete er bei Earl Hines, in den späteren 1950er-Jahren als Musiker und Arrangeur für King Records mit James Brown, Little Jimmy Scott, Bobby Parker, Dossie Terry, Bubber Johnson, Cozy Cole, Lynn Hope und Freddie King. Für King Records nahm er auch 1959/60 eine Reihe von Pop- und R&B-Nummern wie „Red River Valley Rock“ (eine Coverversion des Hits „Red River Rock“) und „New Sidewalks of New York“ unter eigenem Namen auf. In den frühen 1960er-Jahren spielte er noch mit Red Prysock und Milt Buckner. Der Diskograf Tom Lord listet seine Beteiligung zwischen 1945 und 1963 an 58 Aufnahmesessions. In den folgenden Jahren arbeitete Redd in der Begleitband von James Brown (Live at the Apollo Vol. 1., 1963). 
Gene Redd ist der Vater von Sharon Redd und Gene Redd Jr., die in der Funkband Kool & The Gang spielten.